# Haining
Haining (chinesisch 海宁, Pinyin Hǎiníng) ist eine kreisfreie Stadt mit 1,107 Millionen Einwohnern und einer Gesamtfläche von 863 km² (einschließlich des Wassergebiets des Qiantang-Flusses) in der chinesischen Provinz Zhejiang, im südlichen Teil des Jangtse-Deltas. Sie liegt im Norden der Provinz und grenzt im Süden an den Qiantang-Fluss. Haining gehört zum Verwaltungsgebiet der bezirksfreien Stadt Jiaxing. Die Stadt umfasst vier Straßenviertel und acht Großgemeinden mit einer Gesamtfläche von 731,03 km².
Haining ist eine wirtschaftlich bedeutende und kulturell reiche Stadt mit einer tief verwurzelten Geschichte und gehört zu den leistungsstärksten kreisfreien Städten Chinas. Aufgrund ihrer florierenden Lederindustrie wird sie als „Lederhauptstadt“ bezeichnet. Sie hat sich von einer traditionellen Stadt zu einem modernen Industriestandort entwickelt und spielt eine führende Rolle in der chinesischen Leder-, Textil- und Hightech-Industrie. Gleichzeitig bietet sie eine Vielzahl an historischen Sehenswürdigkeiten und Naturerlebnissen, die sie zu einem attraktiven Reiseziel machen.

## Geschichte
Laut der Geographischen Annalen der Yuan-Dynastie (《元史·地理志》) war das Gebiet des heutigen Haining in der Vergangenheit häufig von Überschwemmungen betroffen. Während der Tang- und Song-Dynastien kam es wiederholt zu Hochwasserschäden. Im Jahr 1327, während der Yuan-Dynastie, wurden umfangreiche Deichbauarbeiten entlang der Küste durchgeführt, um die Auswirkungen der Überschwemmungen zu verringern. Der Name „Haining“ bedeutet wörtlich „friedliche See“ und spiegelt den Wunsch nach Schutz vor Naturkatastrophen wider.
Haining gehört zu den Ursprungsregionen der Liangzhu-Kultur, die vor etwa 6000–7000 Jahren existierte. In der Zeit der Frühlings- und Herbstperiode sowie der Streitenden Reiche (770–221 v. Chr.) gehörte das Gebiet zum Einflussbereich der Staaten Yue, Wu und Chu. Während der Östlichen Han-Dynastie wurde hier im Jahr 203 n. Chr. die Verwaltungsstelle Haichang eingerichtet. Die eigentliche Stadtgeschichte begann 223 n. Chr., als während der Wu-Dynastie der Kreis Yan guan (盐官县) gegründet wurde.
Unter der Yuan-Dynastie wurde Yanguan 1295 zu einem eigenständigen Regierungsbezirk erhoben und 1329 in „Haining“ umbenannt. In der Ming-Dynastie wurde Haining zunächst wieder zum Kreis herabgestuft (1369) und unterstand der Präfektur Hangzhou. Später, 1773 während der Qing-Dynastie, wurde es erneut zu einer eigenständigen Verwaltungsregion (Haining Zhou). Im Jahr 1912 wurde die Region als „Kreis Haining“ wiederhergestellt und direkt der Provinz Zhejiang unterstellt.
Während des Zweiten Weltkriegs war Haining durch die japanische Besatzung stark betroffen. Nach dem Sieg über Japan wurde die Kreisregierung nach Xiashi (硖石镇) verlegt. Im Jahr 1949 wurde die Region von der Volksbefreiungsarmee übernommen und dem Verwaltungsbezirk Jiaxing unterstellt. 1986 wurde Haining schließlich in eine kreisfreie Stadt umgewandelt und unter die Verwaltung von Jiaxing gestellt.

## Wirtschaft
Haining gehört zu den wirtschaftlich stärksten kreisfreien Städten Chinas. Im Jahr 2024 erreichte das regionale Bruttoinlandsprodukt (BIP) von Haining 139,7 Milliarden Yuan, was einem Wachstum von 5,7 % im Vergleich zum Vorjahr entspricht. Der industrielle Mehrwert der Unternehmen über einer bestimmten Größe betrug 51,5 Milliarden Yuan, ein Anstieg von 8,7 %. Der Mehrwert des Dienstleistungssektors belief sich auf 62,9 Milliarden Yuan, mit einem Wachstum von 5,6 %. Die allgemeinen öffentlichen Haushaltseinnahmen betrugen 10,21 Milliarden Yuan, was einer Steigerung von 2 %entspricht. Die Stadt Haining belegt aktuell den 16. Platz im Ranking der Top 100 wirtschaftsstärksten Kreise und kreisfreien Städte Chinas und rangiert auf Platz 11 im Ranking der Top 100 investitionsstärksten Kreise.
Die Stadt Haining legt ihren Fokus auf die Entwicklung der verarbeitenden Industrie und moderner Dienstleistungen, wobei sie sich besonders auf Lederverarbeitung, Kettenwirkerei und Heimtextilien stützt. Gleichzeitig wachsen neue Industriezweige wie Photovoltaik, Halbleitertechnologie, Energiespeicherung, neue Materialien und Hochtechnologie-Ausrüstung rasant. Haining ist Teil des „Made in China 2025 Zhejiang Action“-Programms und gehört zu den Modellstädten für die Informationswirtschaft. Als Pilotstandort für die Integration traditioneller Industrien mit digitalen Technologien, spielen insbesondere die Lederverarbeitung, technische Textilien und die Halbleiter- sowie Elektronikindustrie eine zentrale Rolle in der wirtschaftlichen Entwicklung der Stadt.
Haining hat 19 börsennotierte Unternehmen und 18 Firmen, die an der Neuen Dritten Börse notiert sind. Die Stadt wurde auf Platz 4 der besten Geschäftsumfelder unter Chinas Kreisen und kreisfreien Städten gewählt.

## Tourismus
Haining ist bekannt für seine einzigartige Gezeitenwelle (Qiantang-Tidenhub), die jedes Jahr viele Touristen anzieht. Zu den wichtigsten Sehenswürdigkeiten gehören:
Haining-Tidewelle (海宁潮) und die Stadt Yanguan (盐官古城)
Die Haining-Tidewelle, auch bekannt als Qiantang-Tidenhub, ist eine spektakuläre Naturerscheinung im Qiantang-Fluss. Aufgrund der besonderen geografischen Bedingungen bildet sich eine bis zu 9 Meter hohe Gezeitenwelle, die sich mit hoher Geschwindigkeit flussaufwärts bewegt. Diese Gezeitenwelle ist eine der größten weltweit und zieht jedes Jahr Tausende von Touristen und Wissenschaftlern an.
Die beste Aussicht bietet sich in Yanguan, einer alten Stadt mit einer über 2000-jährigen Geschichte. Yanguan war einst ein wichtiger Verwaltungssitz und Handelszentrum an der Küste. Heute sind viele historische Gebäude gut erhalten, darunter alte Stadttore, Tempel und Residenzen. Die Stadt ist auch für das traditionelle Mid-Autumn Tide Watching Festival bekannt.
China Leather City (海宁中国皮革城)
Die China Leather City in Haining ist das größte Handels- und Produktionszentrum für Lederwaren in China. Hier befinden sich Hunderte von Geschäften, die hochwertige Lederprodukte wie Jacken, Taschen, Schuhe und Möbel verkaufen. Die Stadt ist ein bedeutendes Zentrum für die chinesische Lederindustrie und zieht sowohl Händler als auch Touristen an. Es gibt regelmäßige Messen und Modenschauen, die neue Trends in der Lederverarbeitung präsentieren.

### National geschützte Kulturdenkmäler
Yanguan-Seemauer und Haishen-Tempel (盐官海塘及海神庙)
Die Yanguan-Seemauer wurde während der Song-Dynastie (960–1279) errichtet, um die Stadt vor Hochwasser und Sturmfluten zu schützen. Diese massive Mauer ist ein beeindruckendes Beispiel für die damalige Ingenieurskunst.
Der Haishen-Tempel (海神庙) wurde zur Verehrung der Meeresgötter errichtet, um Schutz vor Naturkatastrophen zu erbitten. Er diente auch als Versammlungsort für Fischer und Händler. Der Tempel ist ein wichtiges religiöses und kulturelles Zentrum der Region.
An’guo-Tempel-Pagode (安国寺经幢)
Die Pagode des An’guo-Tempels ist eine steinerne Buddhistische Säule (经幢, Jīngchuáng), die aus der Tang-Dynastie (618–907) stammt. Sie ist mit kunstvollen buddhistischen Inschriften verziert, die heilige Texte und Gebete enthalten. Die Pagode gehört zu den ältesten erhaltenen Bauwerken in der Region.
Wohnhaus von Wang Guowei (王国维故居)
Wang Guowei (1877–1927) war ein berühmter chinesischer Gelehrter, Dichter und Historiker. Sein ehemaliges Wohnhaus in Haining ist heute ein Museum, das seinem Leben und Werk gewidmet ist. Es zeigt persönliche Gegenstände, Bücher und Manuskripte des Gelehrten. Wang war ein Pionier der modernen chinesischen Geisteswissenschaften und hat bedeutende Beiträge zur Literaturwissenschaft geleistet.
Huìlì-Tempel-Pagode (惠力寺经幢)
Diese buddhistische Steinpagode gehört zum Huìlì-Tempel, einem alten Tempel mit einer langen Geschichte. Die Pagode ist bekannt für ihre detaillierten Steinmetzarbeiten und buddhistischen Inschriften. Sie ist ein wichtiges Denkmal der buddhistischen Kultur in Haining.
Chén Gé Lǎo zhái (陈阁老宅)
Dies ist die ehemalige Residenz eines hohen Beamten aus der Qing-Dynastie (1644–1912). Das Haus ist ein klassisches Beispiel für traditionelle chinesische Architektur mit eleganten Innenhöfen, geschnitzten Holztüren und aufwendigen Dachdekorationen. Besucher können hier die Wohnkultur der chinesischen Oberschicht jener Zeit erleben.
Chang’an-Schleuse (长安闸)
Die Chang’an-Schleuse wurde während der Ming-Dynastie (1368–1644) erbaut und war eine wichtige Wasserregulierungsanlage. Sie spielte eine zentrale Rolle im Bewässerungssystem der Region und half, Überschwemmungen zu verhindern. Die Schleuse ist ein bedeutendes historisches Bauwerk und ein Symbol für die Wasserwirtschaft in Haining.
Zudem besitzt die Stadt eine Vielzahl an archäologischen Stätten aus der Zeit der Liangzhu-Kultur, darunter Guojia-Shiqiao, Chang’an-Town-Steingravuren und das Shijiadun-Ruinenfeld.

## Berühmte Persönlichkeiten
Hier sind einige berühmte Persönlichkeiten aus Haining, die in den Bereichen Literatur, Philosophie, Politik, Wissenschaft und Technik bedeutende Beiträge geleistet haben: